# Нерсесян Леонід Нерсесович
Леонід Нерсесович Нерсесян (10 лютого 1925, місто Ленінакан, тепер Ґюмрі, Вірменія — 3 липня 2012, місто Єреван, Вірменія) — вірменський радянський діяч, секретар ЦК КП Вірменії, 1-й секретар Єреванського міського комітету КП Вірменії, заступник голови Ради міністрів Вірменської РСР. Депутат Верховної ради Вірменської РСР. Депутат Верховної ради СРСР 10—11-го скликань.

## Життєпис
У 1942 році закінчив середню школу № 21 імені Ширванзаде міста Єревана.
У 1942—1943 роках — студент електротехнічного факультету Єреванського політехнічного інституту.
У 1943—1946 роках — у Радянській армії, учасник німецько-радянської війни.
Член ВКП(б) з 1945 року.
У 1946—1951 роках — студент електротехнічного факультету Єреванського політехнічного інституту. Одночасно з 1949 по 1951 рік — секретар комітету комсомолу Єреванського політехнічного інституту.
У 1951—1957 роках — інженер, заступник начальника цеху, начальник цеху, в 1957—1961 роках — головний інженер Єреванського електротехнічного заводу.
У 1961—1965 роках — директор Єреванського заводу «Електродвигун».
У 1965—1974 роках — голова виконавчого комітету Ленінської районної ради депутатів трудящих міста Єревана.
У 1974—1975 роках — 1-й секретар Ленінського районного комітету КП Вірменії міста Єревана.
У 1975 — грудні 1985 року — 1-й секретар Єреванського міського комітету КП Вірменії.
2 грудня 1985 — 5 серпня 1987 року — заступник голови Ради міністрів Вірменської РСР.
З серпня 1987 року — на пенсії.
Помер 3 липня 2012 року в Єревані.

## Нагороди
- орден Жовтневої Революції
- орден Вітчизняної війни ІІ ст. (6.04.1985)
- два ордени Трудового Червоного Прапора
- орден Червоної Зірки (18.06.1945)
- медалі